# Zyklofina
La Zyklofina es un péptido semisintetico derivado de la dinorfina A y un antagonista altamente selectivo del receptor_κ-opioide (KOR). Es activo sistémicamente, mostrando buena estabilidad metabólica y penetración de la barrera hemato-encefálica.